# Ступно
Ступно — село в Україні, у Рівненському районі Рівненської області. Населення становить 930 осіб.

## Географія
Селом протікає річка Збитинка.

## Історія
У 1906 році село Будеразької волості Дубенського повіту Волинської губернії. Відстань від повітового міста 20 верст, від волості 10. Дворів 234, мешканців 1016.

## Населення
Згідно з переписом УРСР 1989 року чисельність наявного населення села становила 1235 осіб, з яких 564 чоловіки та 671 жінка.
За переписом населення України 2001 року в селі мешкали 924 особи.

### Мова
Розподіл населення за рідною мовою за даними перепису 2001 року:
| Мова       | Відсоток |
| ---------- | -------- |
| українська | 99,89 %  |
| російська  | 0,11 %   |

## Відомі уродженці
- Морозюк Георгій Іванович (нар. 15 квітня 1944 — 19 листопада 2021, Рівне) — радянський та український актор театру і кіно. Народний артист України (1993). Актор Рівненського обласного академічного музично-драматичного театру.